# 斉藤米二郎
斉藤 米二郎（さいとう よねじろう、1929年 - 2005年12月）は、日本の映画プロデューサー、小説家。

## 来歴
1946年（昭和21年）、大映東京撮影所に入社、「宣伝課」に配属される。
1963年（昭和38年）、風俗小説『しわんつ』を執筆。同年、大映で『温泉芸者』（富本壮吉監督）として映画化され、以後、「温泉シリーズ」としてシリーズ化され、シリーズ作品すべての企画を担当する。
1964年（昭和39年）、大映東京撮影所付の企画者となる。『卍』（増村保造監督）、『ど根性物語　銭の踊り』（市川崑監督）を企画。
1965年（昭和40年）、大映京都撮影所で市川雷蔵主演の任侠映画『若親分』（池広一夫監督）、『鼠小僧次郎吉』（三隅研次監督）、大映東京撮影所で大映初の怪獣映画『大怪獣ガメラ』（湯浅憲明監督）を企画。『若親分』、『大怪獣ガメラ』両作品ともシリーズ化され、「若親分シリーズ」すべての企画を担当。
1966年（昭和41年）、『大怪獣決闘 ガメラ対バルゴン』（田中重雄監督）を企画。
1967年（昭和42年）、日ソ合作映画『小さい逃亡者』（衣笠貞之助監督）を企画。この映画でソ連の映画人との交流を深める。江波杏子主演の『女賭博師』（弓削太郎監督）を企画、江波の代表作となり、以後「女賭博師シリーズ」としてシリーズ化され、シリーズ作品すべての企画を担当。
1968年（昭和43年）、『あるセックス・ドクターの記録』、『ある女子高校医の記録 妊娠』（弓削太郎監督）、『フリーセックス 十代の青い性』（井上芳夫監督）といったエロチック映画を企画。『セックス・ドクター』、『ある女子高校医の記録』はシリーズ化され、シリーズ作品すべての企画を担当。
1968年（昭和43年）、『ダンプ・ヒップ・バンプ くたばれ野郎ども』（帯盛迪彦監督）、『高校生芸者』（弓削太郎監督）を企画。
1970年（昭和45年）、『高校生番長』、『十代の妊娠』（帯盛迪彦監督）を企画。
1971年（昭和46年）、『樹氷悲歌』（湯浅憲明監督）、『十七才の成人式』（岡崎明監督）、『穴場あらし』（太田昭和監督）、『悪名尼』（田中重雄監督）、『ガメラ対深海怪獣ジグラ』、『成熟』（湯浅憲明監督）を企画。この年11月に大映が倒産する。
1977年（昭和52年）、「日ソ芸術愛好協会」を設立。
1979年（昭和54年）、株式会社「日本芸術企画」を設立。
社団法人「日本映画テレビプロデューサー協会」功労会員。

## 人物・エピソード
若い世代の女性たちの赤裸々な風俗を題材にしたエロチックな映画企画を多く手掛けた。シリーズ化されたものも多い。
斉藤は大映初の怪獣映画『大怪獣ガメラ』の企画者である。当時大映は築地米三郎や的場徹、湯浅憲明らによって特撮の技術研究が行われていたが、「なかなか花が咲かず、東宝さんが『ゴジラ』（本多猪四郎監督）を大ヒットさせて、大映はしてやられっぱなしだった」という。そこで永田雅一大映社長が「大映にも優秀な特撮マンがいるんだからなんかやらなきゃいけない」とハッパをかけ、総勢45、6人いた社内プロデューサー全員に一人一本ずつ怪獣映画のプロットを提出するよう社長命令を下した。
斉藤はもともと文芸畑で、「正直言って特撮物は得意じゃなかった」というが、社長命令ということで苦心するうち、プロット締め切り期限間近に企画者仲間と新宿のキャバレーに繰り出したところ、長崎出身のホステスと話し込むこととなった。このホステスが、「長崎では海水浴していると、くるくる回りながら女の子に寄ってくるスケベな亀がいる」という話をしてくれた。斉藤は「お客を楽しませるために面白おかしく話をでっち上げたんでしょうね」としながらも、「それが妙に頭に残っていて、これを何とかできないかと考えたのが『ガメラ』の企画のスタートでした」と語っている。
この企画を高橋二三と二人でまとめ、『火喰い亀、東京を襲撃』と題したプロットが出来あがった。このプロットが企画会議で選考に引っかかり、永田社長も「亀はのっそりしたイメージでゴジラとは正反対だけど面白いじゃないか」と喜び、映画化が決定した。監督に湯浅憲明を抜擢したのは斉藤だという。
斉藤はこの「火喰い亀」の名前がどうにも思いつかなかったが、永田社長が「むこうがゴジラなら、こっちはガメラや!」と決め、「ゴジラにガメラでは似過ぎている」と担当重役が反対する中、「そんなことゆうてるから駄目なんや!」と一喝。結局、永田社長が怪獣「ガメラ」の名付け親となった。永田社長は「ガメラは哀愁がないといけない」、「子供たちが観て『怪獣がかわいそうだ』とか哀愁を感じないといけない、子供たちの共感を得ないとヒットしない」と主張していたといい、永田のこの意見には斉藤も感心したと語っている。
この『大怪獣ガメラ』がヒットしたため、「もう一本作れ」と社長命が下り、『大怪獣決闘 ガメラ対バルゴン』を続けて担当することとなった。『大怪獣ガメラ』では、「ゴジラに負けるな」という思いが常に頭にあり、「向こうが二本足ならこっちは地べた這ってズルズルと、空飛んだり」と、湯浅監督とともに、とにかく「ゴジラとの差別化」を考えたという。
関根恵子の主演映画『成熟』は、大映最末期の作品で、制作費が全くなく、山形県鶴岡市の全面タイアップで製作され、大映本社は制作費を一円も負担していない。この直後に大映は倒産したため、実質的に斉藤と湯浅憲明監督は「大映最後の映画作品」を作ったスタッフとなった。
日ソ合作映画『小さい逃亡者』の企画を手掛けた縁から、ソ連・ロシアの映画・文化の造詣も深く、後年は両国間の文化交流に努めた。